# Иваньково (Междуреченский район)
Иваньково — село в Междуреченском районе Вологодской области на реке Вострокса.
Входит в состав Ботановского сельского поселения (с 1 января 2006 года по 8 апреля 2009 года входило в Хожаевское сельское поселение), с точки зрения административно-территориального деления — в Хожаевский сельсовет.
Расстояние до районного центра Шуйского по автодороге — 43,5 км, до центра муниципального образования Игумницева по прямой — 20 км. Ближайшие населённые пункты — Ковригино, Екимково, Плюснино, Сальково.
По переписи 2002 года население — 5 человека.